# 영국 육군의 관구 목록
다음은 영국 육군에서 운영하고 있거나 운영하였던 군관구 및 지역사령부의 목록이다.

## 지방별

### 북아일랜드
- 북아일랜드 관구 1922년 ~ 1961년
- 북아일랜드 사령부; 1961년 ~ 2009년
- 북아일랜드 본부
- 제38(아이리시)여단; 2007년 ~ 현재

### 스코틀랜드
- 스코티시 군(Army)
- 스코틀랜드/북브리튼
- 스코틀랜드/북브리튼 관구
- 스코티시 관구
- 스코티시 사령부(영어판); 1905년–1972년; 2012년–2014년
- 스코틀랜드; 1972년 ~ 2000년; 2012년 ~ 2021년
- 스코틀랜드 육군본부 - 에든버러 레드포드 막사
- 제51보병여단 및 스코틀랜드 본부; 2002년 4월 1일

### 앨더숏
- 1875년, 앨더숏 지부 The Division at Aldershot
- 1880년. 앨더숏 관구사령부 Aldershot District Command
- 1901년, 앨더숏 및 제1육군단
- 1907년, 앨더숏 군단 Aldershot Corps
- 1908년, 앨더숏 사령부 Aldershot Command
- 1914년, 앨더숏 훈련소
- 1916년, 앨더숏 사령부
- 1941년, 동남관구사령부
- 1944년, 앨더숏 관구
- 1967년, 남부사령부

### 웨일스
- 웨일스 본부; 1967–1991, 서부관구와 병합됨.

## 방위별

### 북부
- 북부관구; 1793년 ~ 1809년; 1812년 ~ 1889년
- 동북관구; 1889년 ~ 1905년
- 북부사령부(영어판); 1905년 ~ 1972년, 영국 지상군 본부로 병합됨

### 서부
- 서부관구 (I); 1793–1905
- 웨스트미들랜즈 관구; 1967–1979
- 서부관구 (II); 1979~1991년
- 웨일스 및 서부관구; 1991년 ~ 1995년, 지상사령부 본부로 병합됨.
- 웨스트미들랜즈 본부
- 서북관구; 1889년 ~ 1905년
- 서부사령부(영어판); 1905년 ~ 1972년, 영국 지상군 본부로 병합됨.
- 서북관구; 1967년 ~ 1991년, 서부관구와 병합됨.
- 서북본부; 2017년 ~ 현재

### 동부
- 동부관구 (I); 1795년
- 동부관구 (II); 1819년
- 동부관구 (III); 1866년 ~ 1905년
- 제4육군단; 1903년 ~ 1905년
- 동부사령부(영어판); 1905년 ~ 1968년, 남부사령부로 병합됨.
- 동부관구 (III); 1967–1995년, 지상사령부 본부로 병합됨.

### 남부
- 남부관구;
- 제2육군단; 1901년 ~ 1904년
- 남부사령부(영어판); 1905년 ~ 1972년, 영국 지상군 본부로 병합됨.

#### 남서
- 서남관구; 1793년
- 서남관구; 1967년 ~ 1995년, 지상사령부 본부로 병합됨.
- 서남본부; 2014년 ~ 현재

#### 동남
- 동남관구; 1856–1903년; 1967년–1995년
  - South-Eastern; 1856년
  - 앨더숏 사령부; 1881년 ~ 1941년
  - South East; 1967년
  - 남부관구; 1994년 ~ 1995년, 지상사령부 본부로 병합됨.

## 연도별

### 1889년 ~ 1905년
- 동부관구; ~ 1905년
- 동북관구; ~ 1905년
- 서북관구; ~ 1905년

### 1905년 ~ 1967년
- 런던 관구; 1905년
- 북아일랜드 관구; 1961년, 북아일랜드 사령부로 개명됨.
- 앨더숏 관구; 동남관구로 개편됨.

- 남부사령부; 1905년
- 서부사령부; 1905년
- 북부사령부; 1905년
- 동부사령부; 1905년

### 1967년 ~ 1995년
- 런던 관구
- 웨일스 및 서부관구; 1991년, 웨일스 본부와 서부 관구를
- 웨스트미들랜즈 관구; 1979년, 서부관구로 개명됨.

- 웨일스 본부; 1991년, 서북관구와 병합되어 서부관구를 형성함.
- 서부관구; 제48(사우스미들랜즈) 사단을 기반으로 형성함.; 1991년 웨일스 본부와 합병됨.
- 서북관구; 1991년, 웨일스 본부와 병합되어 서부관구를 형성함.
- 서남관구; 1967년, 제43(웨섹스) 보병사단을 기반으로 형성함.

- 동부관구; 1967년, 제54(이스트앵글리언) 보병사단을 기반으로 형성함.
- 동북관구; 1992년, 동부관구와 병합됨.
- 동남관구; 1967년, 앨더숏 관구를 기반으로 형성함.

## 같이 보기
- 영국 육군 편제
- 영국 육군의 사령부 목록